# Церковь Маштоц Айрапет
Церковь Машто́ц Айрапе́т (арм. Մաշտոց Հայրապետ եկեղեցի) — армянская церковь в селе Гарни, Котайкской области Армении.

## История
Церковь Маштоц Айрапет — буквально церковь Маштоца Патриарха, была построена из туфа в XII веке на месте языческого святилища.

## Архитектура
Справа от входа стоит камень, с резным изображением птиц и неразрывно связанный с прошлым языческим святилищем, стоящим на этом месте. Церковь имеет небольшую форму. На всём фасаде, куполе входе вырезаны различные орнаменты. Вокруг храма разбросаны несколько хачкаров. В селе Гарни, помимо этой церкви, можно встретить армянский языческий храм I века, Церковь Святой Богородицы, остатки церкви IV века, остатки храма Тух Манук, церковь Святого Сергия и святилище царицы Катраниде I. Недалеко также есть монастырь Авуц Тар, находящийся в Хосровском заповеднике.

## Галерея

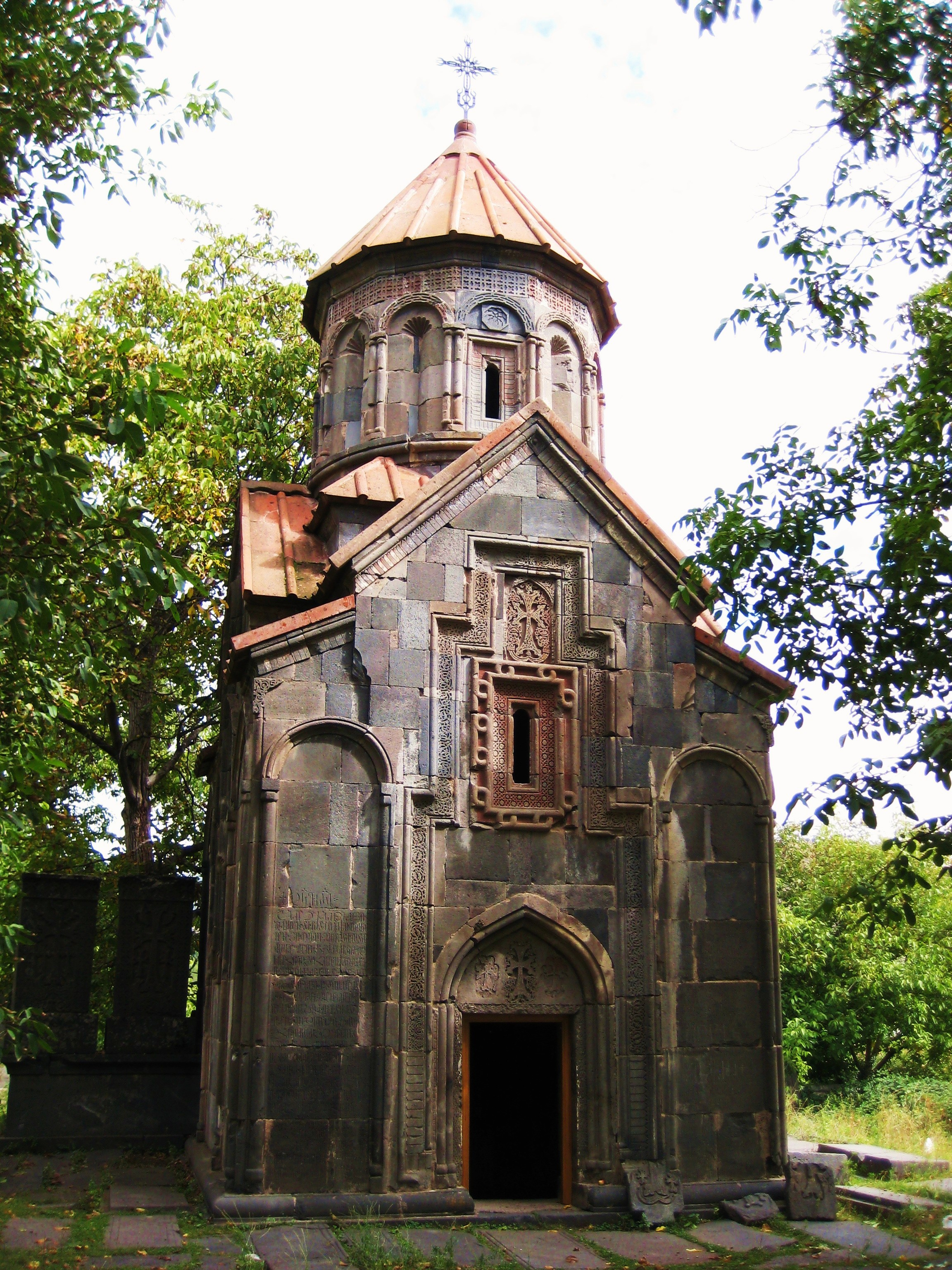
Фасад
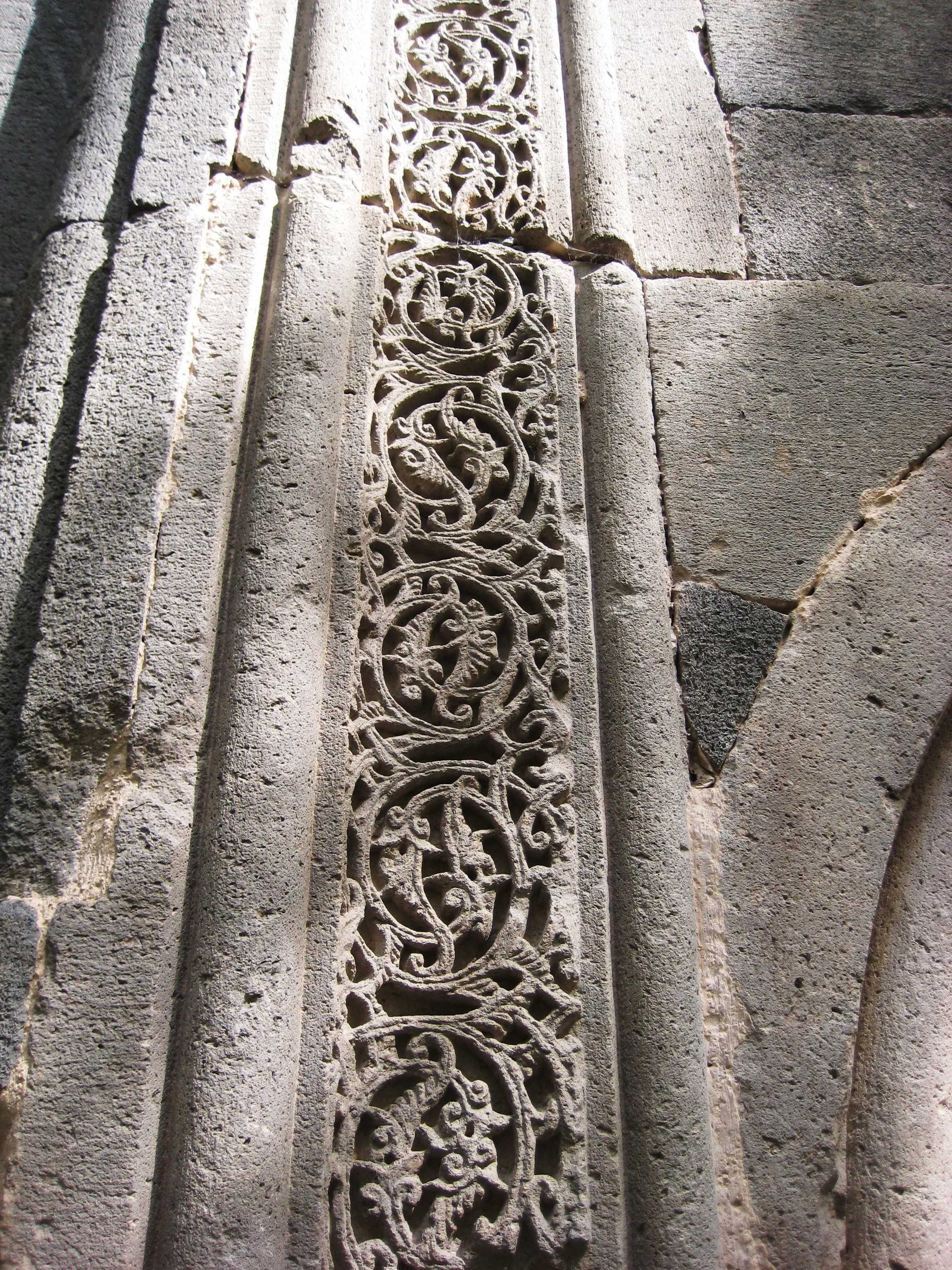
Вход
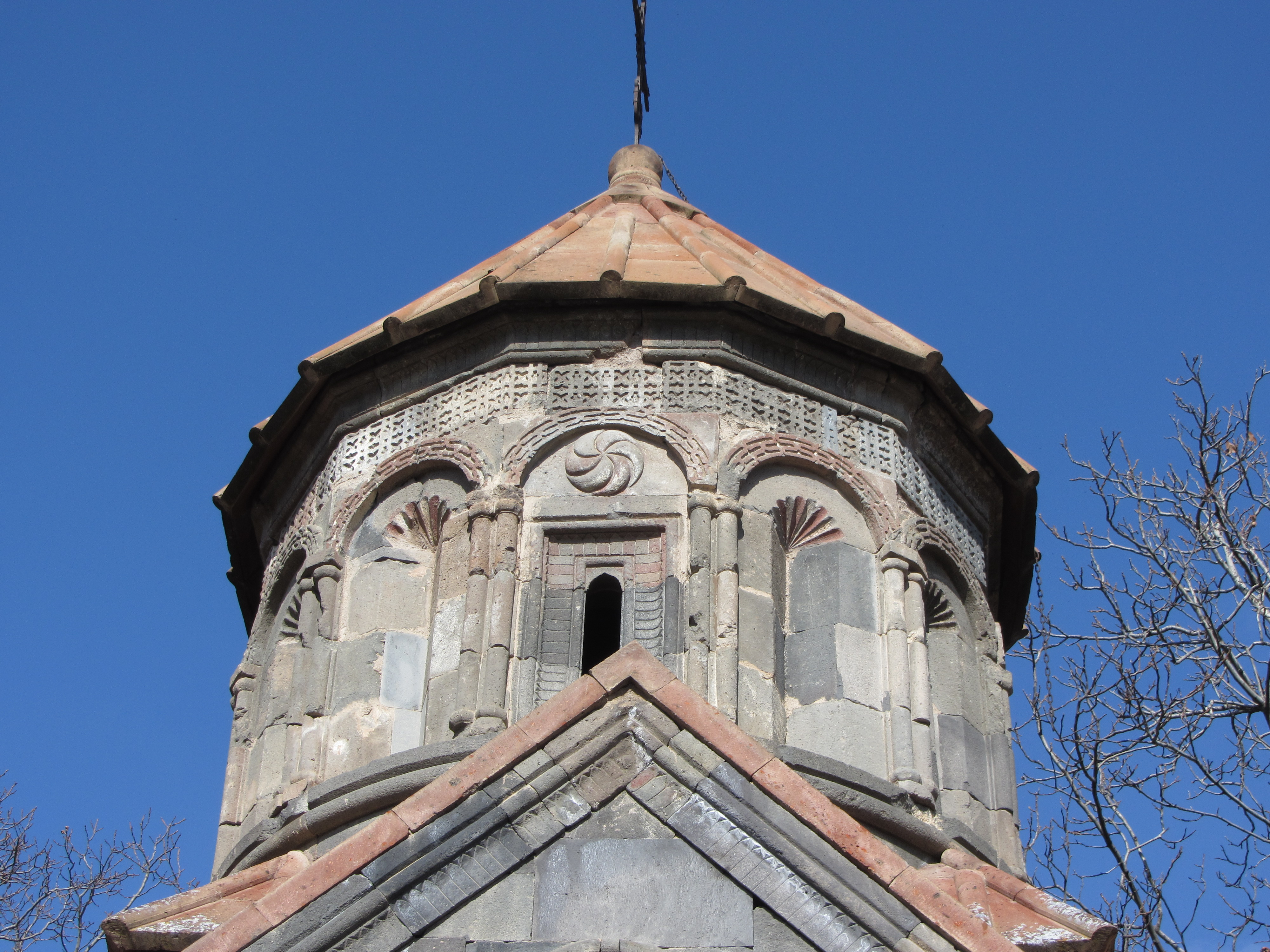
Церковь Маштоц Айрапет, купол
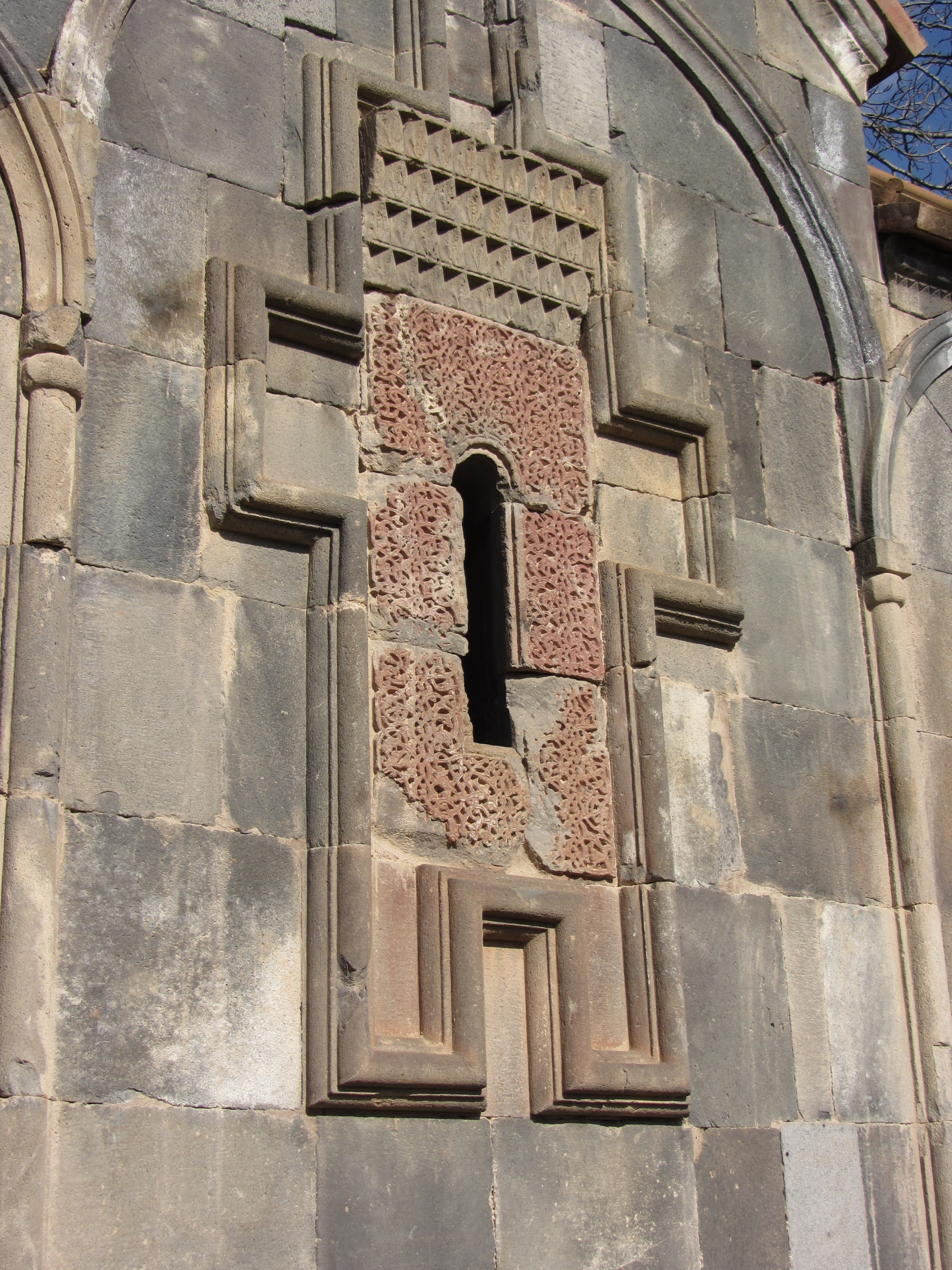
Церковь Маштоц Айрапет, украшение стены
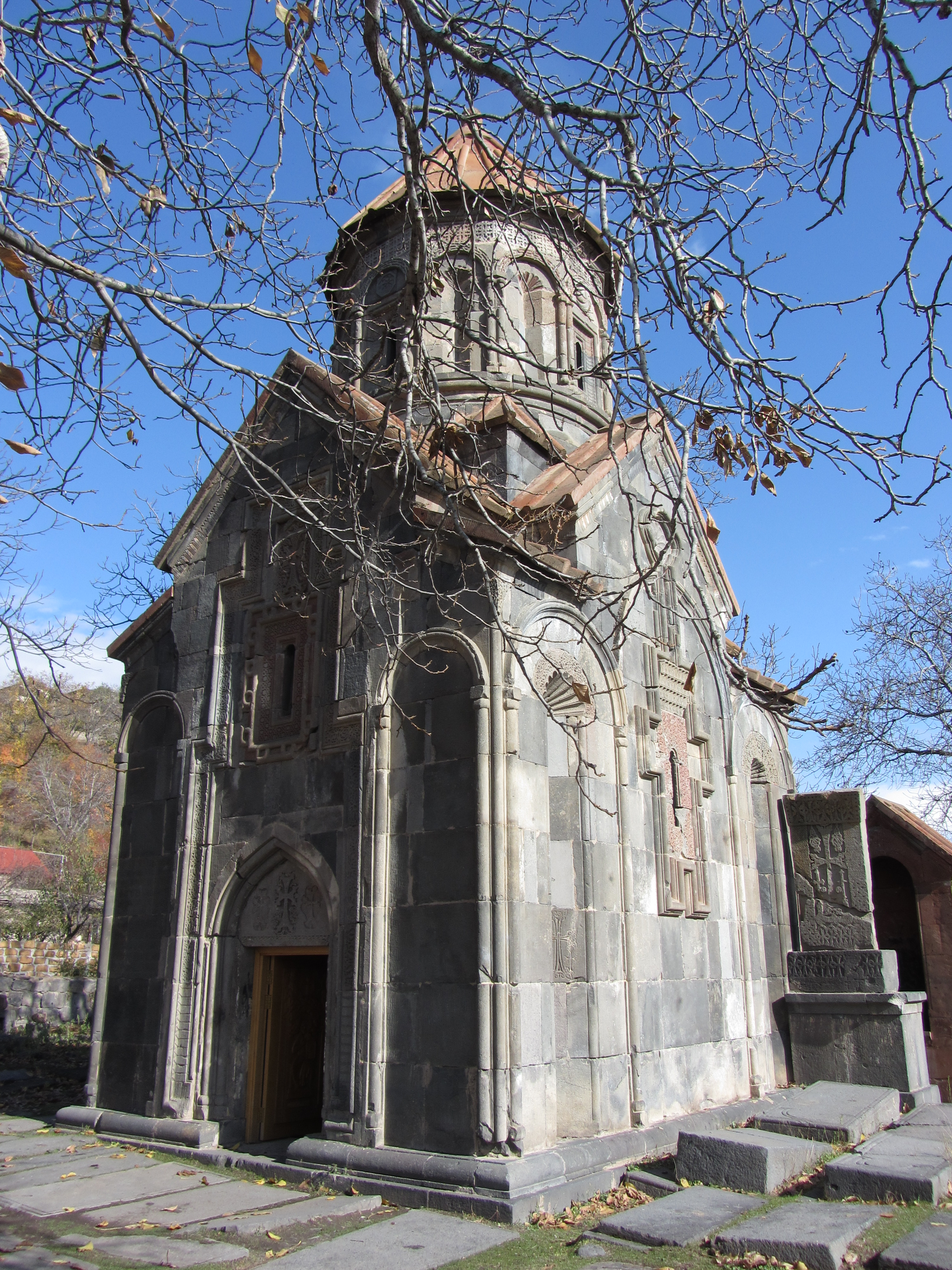
Церковь Маштоц Айрапет
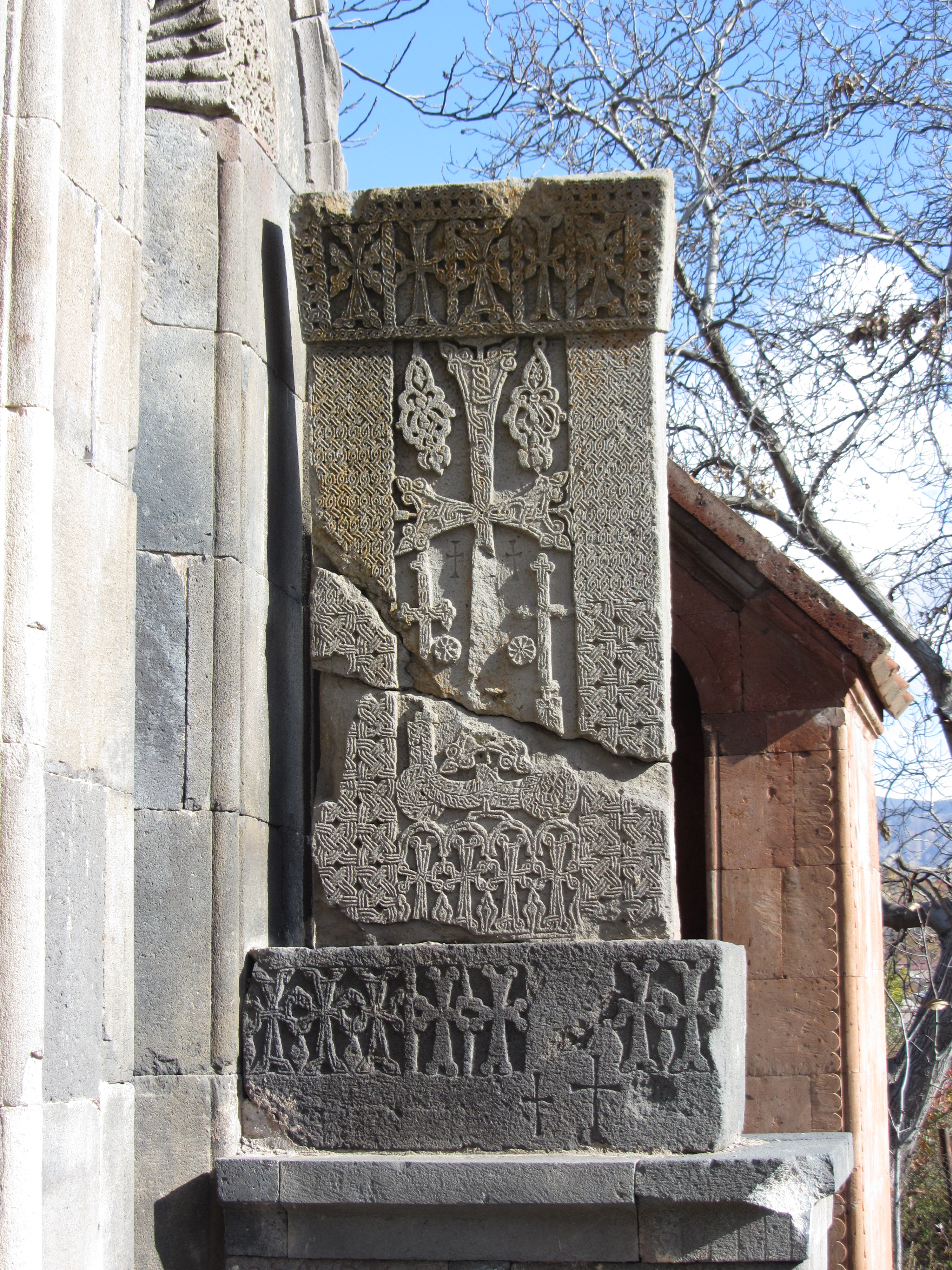
Церковь Маштоц Айрапет, хачкар